# Arhopala verelius
Arhopala verelius är en fjärilsart som beskrevs av Hans Fruhstorfer 1914. Arhopala verelius ingår i släktet Arhopala och familjen juvelvingar. Inga underarter finns listade i Catalogue of Life.